# Cantó de Verdun-Est
El cantó de Verdun-Est és un cantó francès del departament del Mosa, situat al districte de Verdun. Té 7 municipis i part del de Verdun.

## Municipis
- Ambly-sur-Meuse
- Belrupt-en-Verdunois
- Dieue-sur-Meuse
- Génicourt-sur-Meuse
- Haudainville
- Rupt-en-Woëvre
- Sommedieue
- Verdun (part)

## Història
| Data d'elecció                           | Identitat            | Partit                     | Qualitat |
| ---------------------------------------- | -------------------- | -------------------------- | -------- |
| 1955-1973                                | François Schleiter   | CNIP                       |          |
| 1973-1982                                | René Vigneron        | PS                         |          |
| 1982-1988                                | Jacques Barat-Dupont | UDF                        |          |
| 1988-1989                                | Jean-Louis Dumont    | PS                         |          |
| 1989-1994                                | Bernard Gilson       | Divers gauche              |          |
| 1994-                                    | Guy Navel            | Divers gauche, després PRG |          |
| les dades anteriors no són pas conegudes |                      |                            |          |